# Jesse James Garrett
Jesse James Garrett (Ottawa, Ontário, Canadá, ?) é um pesquisador e desenvolvedor na área de tecnologias WEB, mais conhecido por ter criado o termo Ajax (programação).

## Carreira
Jesse James Garrett cresceu na Flórida e mais tarde foi para Los Angeles, onde viveu por cinco anos. Em 1999 mudou-se para São Francisco.
É co-fundador da Adaptive Path, uma software house. Também é co-fundador do instituto Information Architecture Institute. Foi condecorado pelas mídias  New Architect, Boxes and Arrows, e Digital Web Magazine. Atua como consultor pela University of Florida.
Garrett é o autor de The Elements of User Experience, um modelo conceitual de design centrado no utilizador, publicado pela primeira vez como um diagrama em 2000 e depois como livro em 2002.

## Prêmios
Em Maio de 2006, Garrett foi condecorado com o Wired Magazine's Rave Award no campo de tecnologia.

## Vida pessoal
Jesse James Garrett é casado com Rebecca Blood.